# Yvan Mainini
Yvan Mainini (Bayeux, 26 dicembre 1944 – Perpignano, 11 maggio 2018) è stato un arbitro di pallacanestro e dirigente sportivo francese.
Dal 2010 al 2014 è stato il presidente della Federazione Internazionale Pallacanestro.

## Biografia
Arbitro sin dall'età di 17 anni, è stato nominato internazionale dal 1973, arbitrando fino al 1988. Ha al suo attivo direzioni arbitrali in tre edizioni dei Giochi olimpici e altrettante dei Mondiali (in questi ultimi arbitrato le finali del 1982 e del 1986). Complessivamente vanta oltre 300 presenze internazionali.
Ha iniziato la carriera dirigenziale nel 1968, facendo parte della dirigenza del Caen Basket Calvados fino al 1972. Dal 1984 al 1992 è stato presidente della Ligue de Basket de Basse Normandie. Due anni più tardi è entrato a far parte del FIBA Central Board, venendo eletto vice presidente per il quadriennio 1998-2002. Nello stesso periodo (1998-2001) è stato presidente della FIBA Europe.
È stato presidente della Fédération Française de BasketBall dal 1992 al 2010, anno in cui è stato eletto presidente della Federazione Internazionale Pallacanestro.